# Stars sous hypnose
 (janvier 2016).
Si vous disposez d'ouvrages ou d'articles de référence ou si vous connaissez des sites web de qualité traitant du thème abordé ici, merci de compléter l'article en donnant les références utiles à sa vérifiabilité et en les liant à la section « Notes et références ».
Stars sous hypnose est une émission de télévision française diffusée sur TF1 depuis le 11 juillet 2014 et présentée par Arthur en compagnie de Messmer. L'émission est diffusée généralement le vendredi soir ou le samedi soir en prime-time.

## Principe
Dans cette émission, l'hypnotiseur Messmer prétend utiliser ses capacités sur de nombreuses célébrités, pour les mettre dans des situations plus loufoques les unes que les autres.

## Liste des émissions

### 11 juillet 2014
| Invités            | Épreuves |
| ------------------ | --- |
| Élodie Gossuin     | Le Parc d'attractions / La Phobie / Nus / Le Voyage dans l'Espace                                               |
| Sandrine Quétier   | Le Coup Double / Retour à l'Âge de Pierre / Chanteuse sous hypnose / Nus                                        |
| Keen'V             | Le Parc d'attractions / Le Voyage dans l'Espace                                                                 |
| Issa Doumbia       | Retour à l'Âge de Pierre / Flashdance / Nus / Le Voyage dans l'Espace                                           |
| Franck Dubosc      | Le Parc d'attractions / Comique de haut vol / Retour à l'Âge de Pierre / Le Chiffre 3 / Le Voyage dans l'Espace |
| Baptiste Giabiconi | La Phobie / Le Voyage dans l'Espace                                                                             |
| Michaël Youn       | Le Parc d'attractions / La Téléportation / Le Voyage dans l'Espace                                              |
| Alain Bernard      | Le Bain de glace / Le Voyage dans l'Espace                                                                      |

### 16 janvier 2015
| Invités                  | Épreuves                                                                                              |
| ------------------------ | --- |
| Karine Ferri             | The Voice L'Interview / E.T. l'extraterrestre / La Phobie / Le Défilé de mode                         |
| François-Xavier Demaison | Le Voyage dans le Temps / E.T. l'extraterrestre / La Phobie / Le Défilé de mode                       |
| Titoff                   | Aucune car c'était un témoin (l'hypnose ne marchait pas sur lui)                                      |
| Alexandra Rosenfeld      | La Dégustation / E.T. l'extraterrestre / La Phobie / Le Défilé de mode                                |
| Michel Boujenah          | Aucune car c'était un témoin (l'hypnose ne marchait pas sur lui)                                      |
| Stéphane Rousseau        | La Galerie d'art / E.T. l'extraterrestre / La Phobie / La Catalepsie / Le Défilé de mode              |
| Anne Roumanoff           | E.T. l'extraterrestre / La Phobie / L'amnésie / Le Défilé de mode                                     |
| Willy Rovelli            | La Dégustation / Le Boxeur / E.T. l'extraterrestre / Réveil Difficile / La Phobie / Le Défilé de mode |

### 27 février 2015
| Invités              | Épreuves |
| -------------------- | --- |
| Laury Thilleman      | Du Rêve au Cauchemar / La Phobie / Le Concours de Culturisme / Le Cinéma / Le Maître de Kung-Fu / Bora-Bora |
| Christophe Beaugrand | Le Concours de Culturisme / Le Cinéma / Retour à la crèche / Bora-Bora                                      |
| Rayane Bensetti      | Le slow / Le Concours de Culturisme / Le Cinéma / Bora-Bora / L'amnésie                                     |
| Catherine Laborde    | La Phobie / Le Concours de Culturisme / Le Cinéma / Bora-Bora                                               |
| Ariane Brodier       | Le Concours de Culturisme / Le Cinéma / Bora-Bora                                                           |
| Gil Alma             | Le Concours de Culturisme / Le Cinéma / Le Maître de Kung-Fu / Bora-Bora                                    |
| Jean-François Cayrey | Le Nouveau Spiderman / Le Concours de Culturisme / Le Cinéma / Bora-Bora                                    |
| Thierry Beccaro      | Piégé par Romane, Une candidate dans Motus                                                                  |

### 27 novembre 2015
| Invités                               | Épreuves |
| ------------------------------------- | --- |
| Anthony Kavanagh                      | Aucune car c'était un témoin (l'hypnose ne marchait pas sur lui)                                                                 |
| Ahmed Sylla                           | La Télévision / La Danse / Les Chaises Musicales / La bassine d'eau froide / La Maison Hantée                                    |
| Jeff Panacloc et Jean-Marc            | La Télévision / La Danse / Les Chaises Musicales / La bassine d'eau froide / Agent Panacloc / Le Ventriloque / La Maison Hantée  |
| Jarry                                 | Le Poulet / La Télévision / La Danse / Les Chaises Musicales / La bassine d'eau froide / La Maison Hantée / Le Vendeur Louche    |
| Linda Hardy                           | La Télévision / Retour au Collège / La Danse / Les Lunettes / Les Chaises Musicales / La bassine d'eau froide / La Maison Hantée |
| Lara Fabian                           | Aucune car c'était une témoin (l'hypnose ne marchait pas sur elle)                                                               |
| Baptiste Giabiconi (2e participation) | La Télévision / La Danse / L'hôpital / Les Chaises Musicales / La bassine d'eau froide / La Maison Hantée                        |
| Anggun                                | La Télévision / La Danse / Les Lunettes / Les Chaises Musicales / La bassine d'eau froide / La Maison Hantée                     |

### 21 mai 2016
| Invités           | Épreuves collectives      | Épreuves individuelles                                                           |
| ----------------- | ------------------------- | -------------------------------------------------------------------------------- |
| Denis Brogniart   | Flashdance / Perte de nez | Catalepsie                                                                       |
| Cartman           | Le cinéma / Perte de nez  | Prof de gym / Concours de culturisme                                             |
| Laurie Cholewa    | Le cinéma / Perte de nez  | Impossible de soulever un poids léger                                            |
| Djibril Cissé     | Aucune                    | Aucune car c'était un témoin (l'hypnose ne marchait pas sur lui)                 |
| Danièle Évenou    | Le cinéma / Perte de nez  |                                                                                  |
| Cyril Féraud      | Le cinéma / Perte de nez  | Concours de culturisme / Scène du film Titanic avec Fabrice, un membre du public |
| Philippe Lelièvre | Le cinéma / Perte de nez  | Impossible de soulever un poids léger                                            |
| Julien Lepers     |                           | Piégé par Camille, Une candidate dans Questions pour un champion                 |
| Moundir           | Le cinéma / Perte de nez  | Gourou (le mage Potage)                                                          |

### 28 janvier 2017
| Invités                                 | Épreuves                                                       |
| --------------------------------------- | -------------------------------------------------------------- |
| Chris Marques                           | Aucune car c'était un témoin (l'hypnose ne marche pas sur lui) |
| Waly Dia                                |                                                                |
| Laury Thilleman (2e participation)      |                                                                |
| Priscilla Betti                         | Le maître de kung-fu                                           |
| Christine Bravo                         |                                                                |
| Sandrine Quétier (2e participation)     | L'amnésie                                                      |
| Christophe Beaugrand (2e participation) |                                                                |
| Andy Cocq                               | Le maître de kung-fu                                           |
| Anaïs Delva                             |                                                                |

### 24 février 2017
| Invités                               | Épreuves                                                       |
| ------------------------------------- | -------------------------------------------------------------- |
| Artus                                 | Aucune car c'était un témoin (l'hypnose ne marche pas sur lui) |
| Jarry (2e participation)              | La poule le retour                                             |
| Kevin Razy                            | Le Far West                                                    |
| Willy Rovelli (2e participation)      |                                                                |
| Erika Moulet                          |                                                                |
| Élodie Gossuin (2e participation)     | La grossesse                                                   |
| Moundir (2e participation)            | L'euro-million                                                 |
| Cyril Féraud (2e participation)       | L'euro-million                                                 |
| Baptiste Giabiconi (3e participation) | La bain de glace                                               |

### 1erjuillet 2017, le grand show
| Invités                                 | Épreuves |
| --------------------------------------- | --- |
| Priscilla Betti (2e participation)      | Miss France avec Cartman, Orchestre de star sous hypnose, Le rafting, Les indiens.                                                |
| Jarry (3e participation)                | Président de la République avec Linda Hardy, Dans la peau d'un médecin orchestre, de stars sous hypnose, Le rafting, Les indiens. |
| Géraldine Lapalus                       | |
| Linda Hardy (2e participation)          | |
| Alex Goude                              | |
| Christophe Beaugrand (3e participation) | |
| Cartman (2e participation)              | Miss France avec Priscilla Betti                                                                                                  |
| Cyril Féraud (3e participation)         | |
| Baptiste Giabiconi (4e participation)   | |

### 13 janvier 2018
| Invités                                | Épreuves |
| -------------------------------------- | -------- |
| Anaïs Delva (2e participation)         |          |
| Issa Doumbia (2e participation)        |          |
| Delphine Chanéac                       |          |
| Alexandra Rosenfeld (2e participation) |          |
| Cartman (3e participation)             |          |
| Christine Bravo (2e participation)     |          |
| Gérémy Crédeville                      |          |
| Elsa Esnoult                           |          |
| Sébastien Roch                         |          |
| Karine Ferri (2e participation)        |          |

### 22 juin 2018
| Invités                           | Épreuves                                                       |
| --------------------------------- | -------------------------------------------------------------- |
| Cyril Féraud (4e participation)   | Hypno Quiz                                                     |
| Bertrand Chameroy                 | Hypno Quiz, Danseur classique, Mariage                         |
| Anaïs Delva (3e participation)    | Hypno Quiz, Mariage                                            |
| Laurie Cholewa (2e participation) | L'interview, Hypno Quiz                                        |
| Iris Mittenaere                   |                                                                |
| Nancy Sinatra                     |                                                                |
| Antonia de Rendinger              |                                                                |
| Arnaud Tsamere                    | Aucune car c'était un témoin (l'hypnose ne marche pas sur lui) |

### 15 septembre 2018
| Invités                               | Épreuves |
| ------------------------------------- | -------- |
| Élodie Gossuin (3e participation)     |          |
| Jean-Philippe Janssens                |          |
| Baptiste Giabiconi (5e participation) |          |
| Gérémy Crédeville (2e participation)  |          |
| Florent Peyre                         |          |
| Géraldine Lapalus (2e participation)  |          |
| Moundir (3e participation)            |          |
| Évelyne Thomas                        |          |

### 1ermars 2019,Voyage dans le Temps
| Invités                                   | Épreuves |
| ----------------------------------------- | -------- |
| Vincent Lagaf'                            |          |
| Delphine Chanéac (2e participation)       |          |
| Alex Goude (2e participation)             |          |
| Gérémy Crédeville (3e participation)      |          |
| Max Boublil                               |          |
| Jean-Philippe Janssens (2e participation) |          |
| Denny Imbroisi                            |          |
| Christine Bravo (3e participation)        |          |

## Les épreuves
- Le Parc d'attractions : se croire dans des montagnes russes.
- La Phobie : ne plus avoir peur des serpents et des mygales (émission 1), prendre une ceinture pour un serpent (émission 2). Ne plus avoir peur des souris (émission 3)
- Nus : faire croire que les invités sont nus en public sur le plateau.
- Le Voyage dans l'Espace
- Le Coup Double
- 'La Téléportation
- Retour à l'Âge de pierre : se prendre pour un Cro-Magnon.
- Chanteur/se sous hypnose : chanter en croyant être bourré.
- Flashdance : se croire dans une scène de danse du film Flashdance
- Comique de haut de vol : voler tout ce que l'on trouve.
- Le Chiffre 3 : faire oublier le chiffre 3, la célébrité dit « 1, 2, 4, 5, 6… ».
- Le Bain de glace : se baigner dans un bain de glace et se croire dans une mer entre 30 et 40 °C.
- The Voice l'Interview : piéger une personne lors d'une interview de The Voice.
- E.T. l'extraterrestre : se prendre pour E.T. l'extra-terrestre
- Le Défilé de mode : se prendre pour un top-modèle.
- Le Voyage dans le temps : se croire au Moyen Âge.
- La Dégustation : manger de tout et de n’importe quoi (des vers de terre mais ce sont des gâteaux aux chocolat, des oignons mais c'est de la pizza…).
- La Galerie d'art : retoucher tous les tableaux d'une galerie d'art.
- La Catalepsie : bloquer le corps d'une personne donc la personne reste dans une position et ne peux plus bouger.
- Réveil Difficile : ne plus avoir aucun souvenir des dernières heures passées.
- Le Boxeur : se prendre pour un boxeur professionnel.
- Du rêve au cauchemar : se retrouver meneuse de revue dans un cabaret & se marier après.
- Le concours de culturisme
- Le cinéma : se croire au cinéma.
- Bora-Bora : se croire à Bora-Bora.
- Retour à la crèche : se prendre pour un enfant de 3 ans.
- Le maître de kung-fu : se prendre pour un maître de kung-fu chinois.
- Le nouveau Spider-Man : se prendre pour Spider-Man.
- Motus : se faire piéger par une candidate durant l'émission Motus.
- Questions pour un champion : se faire piéger par une candidate durant l'émission Questions pour un champion.
- L'amnésie : ne plus se souvenir de rien ou/et ni de qui sont les stars.
- Le slow : danser un slow avec une personne du public dès qu'on entend la musique de Top Gun.
- Le Poulet : déguisé en poulet au commissariat et on fait croire à la star que elle a commis un délit.
- Télévision : se croire chez lui devant la télé.

## Audiences
| Chaîne | Date de diffusion | Audience moyenne          | Audience moyenne | Classement des audiences de la soirée | Références |
| Chaîne | Date de diffusion | Nombre de téléspectateurs | PDM              | Classement des audiences de la soirée | Références |
| ------ | ----------------- | ------------------------- | ---------------- | ------------------------------------- | ---------- |
| TF1    | 11 juillet 2014   | 5 113 000                 | 27 %             | 1er                                   |            |
| TF1    | 16 janvier 2015   | 4 911 000                 | 22,4 %           | 1er                                   |            |
| TF1    | 27 février 2015   | 5 074 000                 | 22,8 %           | 1er                                   | [ 1 ]      |
| TF1    | 27 novembre 2015  | 5 006 000                 | 23,7 %           | 1er                                   | [ 2 ]      |
| TF1    | 21 mai 2016       | 2 990 000                 | 15,6 %           | 3e                                    | [ 3 ]      |
| TF1    | 28 janvier 2017   | 3 940 000                 | 20,2 %           | 1er                                   | [ 4 ]      |
| TF1    | 24 février 2017   | 3 809 000                 | 18,8 %           | 2e                                    | [ 5 ]      |
| TF1    | 1er juillet 2017  | 3 089 000                 | 17,7 %           | 2e                                    | [ 6 ]      |
| TF1    | 13 janvier 2018   | 4 032 000                 | 20,5 %           | 2e                                    | [ 7 ]      |
| TF1    | 22 juin 2018      | 2 829 000                 | 15.9 %           | 3e                                    | [ 8 ]      |
| TF1    | 15 septembre 2018 | 2 082 000                 | 13.3 %           | 3e                                    | [ 9 ]      |
| TF1    | 1er mars 2019     | 2 508 000                 | 13.3 %           | 3e                                    | [ 10 ]     |

Légende
Les plus hauts chiffres d'audience
Les plus bas chiffres d'audience
| Audiences (en milliers de téléspectateurs) |